# Gordon Drummond

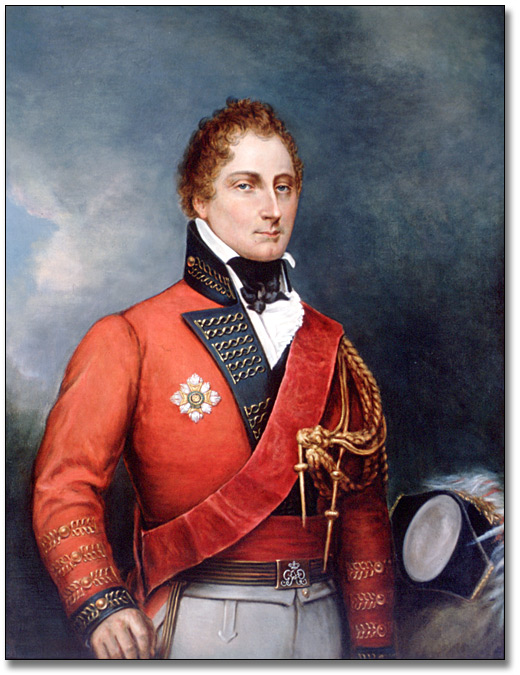
Sir Gordon Drummond, Gemälde von George Theodore Berthon, etwa 1882/83

Sir Gordon Drummond GCB (* 27. September 1772 in Québec, Provinz Québec; † 10. Oktober 1854 in London, England) war ein britischer Offizier und Kolonialadministrator in Kanada.

## Leben
Gordon Drummond wurde als fünfter und jüngster Sohn von Colin Drummond (1722–1776), Gutsherr von Megginch in Perthshire, aus dessen Ehe mit Catherine Oliphant, Tochter des Robert Oliphant (1689–1738), Gutsherr von Rossie in Perthshire, in Quebec geboren. Sein aus dem schottischen Clan Drummond stammender Vater war dort Vertreter einer Londoner Firma, Zahlmeister der British Army in der Provinz Québec und Mitglied des Gesetzgebenden Rates der Provinz Québec. Nachdem der Vater 1776 gestorben war, kehrte die Familie 1780 nach Großbritannien zurück.
1789 trat Gordon Drummond als Ensign des 1st Regiment of Foot in die British Army ein, wo er durch den – damals üblichen – Kauf von Offizierspatenten rasch aufstieg. Bereits 1791 wurde er Lieutenant des 41st Regiment of Foot, 1792 Captain. 1794 erreichte er den Rang eines Majors des 8th Regiment of Foot, im selben Jahr noch den eines Lieutenant-Colonels. Seine ersten Kampfeinsätze erlebte er während der Koalitionskriege 1794/1795 in den Niederlanden, wo er sich bei der Belagerung von Nimwegen auszeichnete. 1798 wurde er zum Colonel befördert und kommandierte das 8th Regiment of Foot 1801 bei der Rückeroberung Ägyptens von den Franzosen.
Nach Garnisonsdienst im Mittelmeerraum erhielt Drummond 1804 die Beförderung zum Brigadier-General und eine Versetzung nach Großbritannien, wo er im folgenden Jahr zum Major-General aufstieg. Er verbrachte zwei Jahre als stellvertretender Militärkommandeur auf Jamaika und kam 1808 im Stab von Sir James Henry Craig, dem Oberbefehlshaber der britischen Streitkräfte in Nordamerika, zurück an seinen Geburtsort. 1811 rückte er zum Lieutenant-General auf und hatte im selben Jahr bis zum Dienstantritt des neuen Gouverneurs Sir George Prevost kommissarisch den Oberbefehl in Kanada inne, bis man ihn im Oktober nach Irland versetzte.
Von dort aus wurde er im August 1813 zurück nach Kanada versetzt, wo der Krieg von 1812 mit den USA ausgebrochen war. Drummond löste den aufgrund der Unzufriedenheit mit seiner defensiven Kriegsführung von Generalgouverneur Prevost abgelösten Major-General Roger Hale Sheaffe bzw. dessen kommissarischen Nachfolger Francis de Rottenburg als Oberkommandierenden in Oberkanada ab. Mit einem Vorstoß auf die Niagara-Halbinsel zwang er im Dezember die Amerikaner zum Rückzug aus der im Sommer eroberten britischen Grenzfestung Fort George und der Grenzstadt Newark (heute Niagara-on-the-Lake). Anschließend initiierte er am 19. Dezember einen erfolgreichen Überraschungsangriff auf Fort Niagara, bei der diese wichtige amerikanische Grenzfestung erobert, 344 Amerikaner gefangen genommen und große Vorräte erbeutet wurden. Bei weiteren Vorstößen über den Niagara River zerstörten die Briten mehrere US-Ortschaften und besiegten bei Buffalo eine gegnerische Miliztruppe. Als Administrator von Oberkanada setzte Drummond im Februar 1814 im Provinzparlament strenge Maßnahmen gegen Sympathisanten der Amerikaner durch und verhängte aufgrund der schlechten Versorgungslage im April 1814 gegen den Willen des Gesetzgebenden Rates und Prevosts das Kriegsrecht, um Lieferungen durch die Farmer erzwingen zu können. Allerdings achtete er darauf, dass den Betroffenen gerechte Preise gezahlt und Missbräuche verhindert wurden.
In seinen Bemühungen um eine offensive Kriegsführung wurde Drummond durch den Mangel an Ressourcen und die „Kein-Risiko“-Haltung Generalgouverneur Prevosts stark behindert. Ein Vorstoß zur Rückeroberung Amherstburgs und Detroits, die im Herbst 1813 durch die Niederlagen auf dem Eriesee und am Thames River verloren gegangen waren, musste aus Wettergründen aufgegeben werden, ein gemeinsam mit dem Marinekommandanten Sir James Lucas Yeo geplanter Angriff auf die US-Flottenbasis Sackets Harbor am Ontariosee musste abgesagt werden, da Prevost trotz mehrfacher Bitten Verstärkungen aus Niederkanada verweigerte. Die Briten griffen daraufhin das weniger stark geschützte Depot Fort Oswego an und eroberten es am 6. Mai 1814, konnten jedoch nur einen Teil der für die Amerikaner wichtigen Schiffsbaumaterialien und Ausrüstungen in ihre Hand bringen. Dieser Erfolg war jedoch kein Ersatz für einen erfolgreichen Schlag gegen Sackets Harbour, da den Briten die Herrschaft über diesen See gebracht und amerikanische Offensivbemühungen verhindert, zumindest stark erschwert hätte.
Als Ergebnis dieses Versäumnisses überschritten am 3. Juli 4.000 US-Soldaten unter Major-General Jacob Brown den Niagara River und eroberten Fort Erie. Erschwert wurde Drummonds Lage durch eine empfindliche Niederlage des ihm unterstellten Major-General Sir Phineas Riall gegen die amerikanische Vorhut unter Brigadier-General Winfield Scott in der Schlacht bei Chippewa vom 5. Juli. Am 25. Juli kam es zur entscheidenden Schlacht bei Lundy’s Lane. Das Gefecht begann etwa 18:00 Uhr abends, als Kontingente beider Seiten zufällig aufeinander stießen, und dehnte sich aus, als Brown und Drummond ihre Reserven in den Kampf warfen, so dass schließlich etwa 3.000 Amerikaner und 2.800 Briten beteiligt waren. Dieses äußerst blutige Gefecht, bei dem beide Seiten jeweils etwa 850 Mann verloren und beide Kommandeure verwundet wurden, wies taktisch kein eindeutiges Ergebnis auf, war aber strategisch ein britischer Sieg, da die Amerikaner ihren Vormarsch aufgeben mussten und sich nach Fort Erie zurückzogen.
Trotz unzureichender Mittel begann Drummond im August, die in Fort Erie und einem angeschlossenen befestigten Lager stehenden US-Truppen zu belagern. Am 15. August befahl er einen Großangriff auf das Fort, der nach Anfangserfolgen unter schweren Verlusten scheiterte. Insgesamt verloren die Briten über 900 Mann, die Amerikaner nur 84. Zwar gelang es den Briten am 17. September einen großangelegten amerikanischen Ausfall zurückzuschlagen, doch die hierbei erlittenen Verluste an Mannschaften und Material (609 Mann britische gegenüber 511 amerikanischen Verlusten), die teilweise auch Ergebnis einer verfehlten Taktik waren, zwangen Drummond am 21. September zur Aufgabe der Belagerung und zum Rückzug in eine Defensivposition hinter den Chippawa River. Durch den Anmarsch amerikanischer Verstärkungen geriet Drummond hier Anfang Oktober in eine sehr bedrohliche Lage, aus der er aber durch die Ankunft von Sir James Lucas Yeos Schwadron gerettet wurde, der am 18. Oktober mit Nachschub und Verstärkungen an der Mündung des Niagara River eintraf. Als Brown hiervon erfuhr, ließ er am 5. November Fort Erie und das dortige befestigte Lager sprengen und zog sich aus Kanada zurück. Zu weiteren Kampfhandlungen kam es auf diesem Kriegsschauplatz nicht mehr. Es wird vermutet, dass die Auswirkungen seiner Verwundung und einer schmerzhaften Magenkrankheit die Urteilskraft Drummonds beeinträchtigt und zu den verlustreichen Rückschlägen des Herbsts 1814 beigetragen haben.
Nach dem Ende des Kriegs ernannte die britische Regierung Drummond zum kommissarischen Nachfolger Prevosts, der sich wegen seines Verhaltens in der Schlacht bei Plattsburgh in England verantworten musste. Drummond befasste sich in dieser Rolle vor allem mit der Demobilisierung bzw. Rücksendung der Truppen und der Erfüllung der Friedensvereinbarungen, die u. a. die Rückgabe von Fort Mackinac und anderer eroberter US-Posten umfassten. Politisch spielte er in seiner Dienstzeit keine große Rolle; das bedeutendste Ereignis war 1816 die Auflösung des Gesetzgebenden Rates von Niederkanada in einem Konflikt um die beiden Richter Jonathan Sewell und James Monk, deren Ablösung von der Regierung in London abgelehnt worden war. Drummond ging 1816 nach Großbritannien zurück. Seine Verdienste in Kanada hatte man bereits 1815 als Knight Commander des Order of the Bath (KCB) geadelt, dem 1817 die Erhebung zum Knight Grand Cross des Order of the Bath (GCB) folgte. 1825 wurde er zum General befördert. Er starb am 10. Oktober 1854 in London.
Aus seiner 1807 geschlossenen Ehe mit Margaret Russell, Tochter des William Russell (1734–1817), Gutsherr von Brancepeth im County Durham, hinterließ er eine Tochter: Eliza Drummond (um 1811–1894), die 1832 Henry Howard, 2. Earl of Effingham heiratete.

## Ehrungen
Die Orte Drummondville und Drummond in Kanada sind nach ihm benannt.
Die kanadische Regierung, vertreten durch den für das Historic Sites and Monuments Board of Canada zuständigen Minister, ehrte Drummond am 16. Mai 1928 für sein Wirken und erklärte ihn zu einer „Person von nationaler historischer Bedeutung“.